# フランス領コモロ

コモロ準州
Territoire des Comores (フランス語)

コモロ諸島の地図

フランス領コモロ（フランスりょうコモロ、フランス語: Territoire des Comores）は、かつてコモロに存在したフランスの植民地である。

## 解説
1946年、フランス領マダガスカルの一部だったコモロはフランスの海外県として分離し、国民議会に代表が派遣された 。翌年、マダガスカルとの行政上の関係が断たれ、独立した関税制度を確立した。
1973年にフランスとの間で、コモロが1978年に独立するという合意が成立したものの、1975年にコモロは一方的に独立を宣言し、マヨット以外のコモロ諸島の島々はコモロ国として独立国家となった。

## 歴史

### 設立
1843年6月、マヨット島がコモロ諸島で最初にフランスの植民地となった。1880年代から1890年代にかけて、他の3つの島（グランドコモロ島、アンジュアン島、モヘリ島）もそれぞれ1886年、1887年、1892年にフランスの保護領となり、1912年にはこれら3島も正式に植民地化された。
1912年から1946年まで、4島はマダガスカルとともに「マダガスカル植民地及び属領」として統治された。
1946年、コモロ諸島はフランスの海外領土となり、首都はマヨット島のザウジに置かれた。また、4島すべての代表を含む「コモロ領土議会」が設立された。

### 1950年代、1960年代
1952年、コモロは独自の関税制度を確立した。1958年には住民投票が実施され、圧倒的多数がフランス領に留まることを支持した。この結果を受けて、自治を認める憲法が制定された。
1960年代のコモロの政治は、植民地以前のスルタン家の子孫が主導していた。この勢力は保守的で、親仏的であった。この時期、2つの主要な政党が誕生した。「緑の党（後にコモロ民主連合と改称）」と、「白の党（後にコモロ人民民主集会と改称）」の2つの主要な政党が誕生した。
緑の党党首で統治評議会の議長だったサイード・モハメッド・シェイク博士は、1970年に死去するまでコモロで最も影響力のある政治指導者だった、サイード・イブラヒム王子が率いる野党の白の党は、農地改革やコモロの換金作物に対する外国独占の弱体化など、進歩的な政策を掲げた。

### 独立運動
1962年、タンザニア在住のコモロ人たちが「コモロ国民解放運動（Mouvement de la Libération Nationale des Comores, MOLINACO）」を結成した。MOLINACOは海外、特にアフリカ統一機構で積極的にコモロの独立を訴えた。
フランスの支配に対する不満が高まる中、特に若者の間で独立支持の声が強まっていった。親仏的だった支配層も、独立を「避けられないが残念なもの」として受け入れ始めた。1972年には、緑の党と白の党の指導者たちが独立を推進することで合意し、同時にフランスとの良好な関係を維持することを目指した。

#### 1974年の国民投票
1974年12月22日、コモロ諸島の4つの島で独立を問う国民投票が実施された。3つの島は独立を支持したが、マヨット島はフランスの海外県として残ることを選択した。
| 島                               | 独立に賛成 | 独立に賛成 | 独立に反対 | 独立に反対 | 無効投票数 | 合計 投票数 | 登録数  | 投票率（%） |
| 島                               | 投票数     | %          | 投票数     | %          | 無効投票数 | 合計 投票数 | 登録数  | 投票率（%） |
| -------------------------------- | ---------- | ---------- | ---------- | ---------- | ---------- | ----------- | ------- | ----------- |
| アンジュアン島                   | 58,897     | 99.93      | 44         | 0.07       | 4          | 58,945      | 61,406  | 95.99       |
| グランドコモロ島                 | 84,123     | 99.98      | 21         | 0.02       | 39         | 84,183      | 89,215  | 94.36       |
| マヨット島                       | 5,110      | 36.78      | 8,783      | 63.22      | 84         | 13,977      | 17,946  | 77.88       |
| モヘリ島                         | 6,054      | 99.92      | 5          | 0.08       | 3          | 6,062       | 6,351   | 95.45       |
| 合計                             | 154,184    | 94.57      | 8,853      | 5.43       | 130        | 163,167     | 174,918 | 93.28       |
| 出典：African Elections Database |            |            |            |            |            |             |         |             |

### 独立
1973年にフランスによる独立の承認を合意があったにもかかわらず、コモロ議会は1975年7月6日に一方的に独立を宣言する決議を採択した。マヨット島の代表は投票を棄権した。フランス政府は1975年12月31日にグランドコモロ島、アンジュアン島、モヘリ島の独立を承認したが、マヨット島には言及しなかった。その後、1976年2月にマヨット島でフランス領にとどまるかを問う住民投票が実施され、83.34%の投票率のもと、99%以上の圧倒的多数がフランス残留を支持した。